# Torin Building
Das Torin Building (deutsch Torin-Gebäude) ist ein Gebäude der Moderne an der Adresse 26 Coombes Drive in Penrith, New South Wales, Australien. Es wurde nach Plänen von Marcel Breuer erbaut.

## Geschichte
Das von der Torin Corporation verwendete Gebäude diente seinerzeit sowohl als Produktions- und Lagerungsstätte für Gebläseeinheiten und Laufräder für Heizungen, Ventilatoren und Klimaanlagen, bot aber auch Platz für die Verwaltung und ein Labor. Das 3.800 m2 große Werk wurde mit einem 20 Meter hohen Hochregallager ausgestattet, um die steigenden Arbeitskosten durch Optimierung der Materiallagerung zu senken. Das Torin Building wurde in den Jahren 1975 und 1976 nach Plänen von Marcel Breuer und Harry Seidler erbaut. Inzwischen beherbergt das Gebäude ein Getränkeabfüllunternehmen.

## Beschreibung
Das Haus befindet sich in einem Industriegebiet nördlich des Stadtzentrums. Bis auf die weiß bemalten und in Wellblech verkleideten Nord- und Südwände des Hochregallagers wurde das von einem Stahlrahmen getragene Gebäude aus grauen Zementblöcken errichtet. Während der Nutzung der Torin Corporation beherbergte das Haus neben dem Lager Produktionsflächen, die sich auf zwei Etagen erstrecken, sowie Büroräume und ein Labor für Produkttests. Die Büros und die unteren Fertigungsflächen sind mit vorgefertigten Fenstereinheiten ausgestattet und nach Norden ausgerichtet, um den Innenräumen möglichst viel Sonnenlicht zu bieten. Die Lamellenwände, die Fenster und die teils mit Blech verkleidete Außenwand, die die Ost- und Westwände des Lagers bildet, werden als typische Merkmale von Breuers Stil beschrieben.

## Bedeutung
Obwohl Breuer insgesamt neun Gebäude der Torin Corporation weltweit entworfen hatte, ist das Torin Building in Penrith das Einzige, das vom Architekten in Australien gebaut wurde. Laut des Denkmalregisters von New South Wales gelte das Gebäude als seltenes und intaktes Beispiel des späten Internationalen Stils des 20. Jahrhunderts. Es gelte als das einzige in Australien gebaute Gebäude von Breuer und sei eines der wenigen im Land, das von einem international anerkannten Architekten entworfen wurde.
Weiterhin demonstriere es eine späte Ära im Design für kleine Industriegebäude, welche durch Automatisierung kostensenkend agieren können. Die spezielle Form des Gebäude folge den funktionellen Bedingungen, wie etwa der Ausstattung mit einem Hochregallager und den Fertigungsstätten.